# الکساندر بونو
الکساندر بونو (انگلیسی: Alexandre Bonnot؛ زادهٔ ۳۱ ژوئیهٔ ۱۹۷۳) بازیکن فوتبال اهل فرانسه است.
از باشگاه‌هایی که در آن بازی کرده‌است می‌توان به باشگاه فوتبال کویینز پارک رنجرز، باشگاه فوتبال آنژه، باشگاه فوتبال پاری سن ژرمن، و باشگاه فوتبال واتفورد اشاره کرد.